# 持国天
持国天（じこくてん）、梵名: ドゥリタラーシュトラ、梵: धृतराष्ट्र, Dhṛtarāṣṭra、巴: Dhataraṭṭha、訳: 国を支える者）または東方天は、仏教における天部の仏神。増長天、広目天、多聞天（毘沙門天）と共に四天王の一尊に数えられる。又は提頭頼吒とも称する。三昧耶形は刀。種子はヂリ（𑖠𑖴、dhṛ）。
持国天は四天王の一体、東方を護る守護神として造像される場合が多く、仏堂内部では本尊の向かって右手前に安置されるのが原則である。その姿には様々な表現があるが、日本では一般に革製の甲冑を身に着けた唐代の武将風の姿で表される。
持物は刀の場合が多い。例えば胎蔵界曼荼羅では体色は赤く、右手を拳にして右腰に置き、左手に刀を持つ姿で描かれる。また、中国の民間信仰に於いては白い顔で琵琶を持った姿で表される。右図は鎌倉時代作の四天王像のうちの持国天像で、足下に邪鬼を踏みつけ、刀を持つ右手を振り上げて仏敵を威嚇し、左手を腰に当てる姿に表されている。
本来はインド神話に登場する雷神インドラ（帝釈天）の配下で、後に仏教に守護神として取り入れられた。仏の住む世界を支える須弥山の4方向を護る四天王の1人として東面の中腹である第四層の賢上城に住み、東の方角、或いは古代インドの世界観で地球上にあるとされた4つの大陸のうち東勝身洲（とうしょうしんしゅう）を守護するとされる。
また、乾闥婆や毘舎遮を配下とする。

## 画像

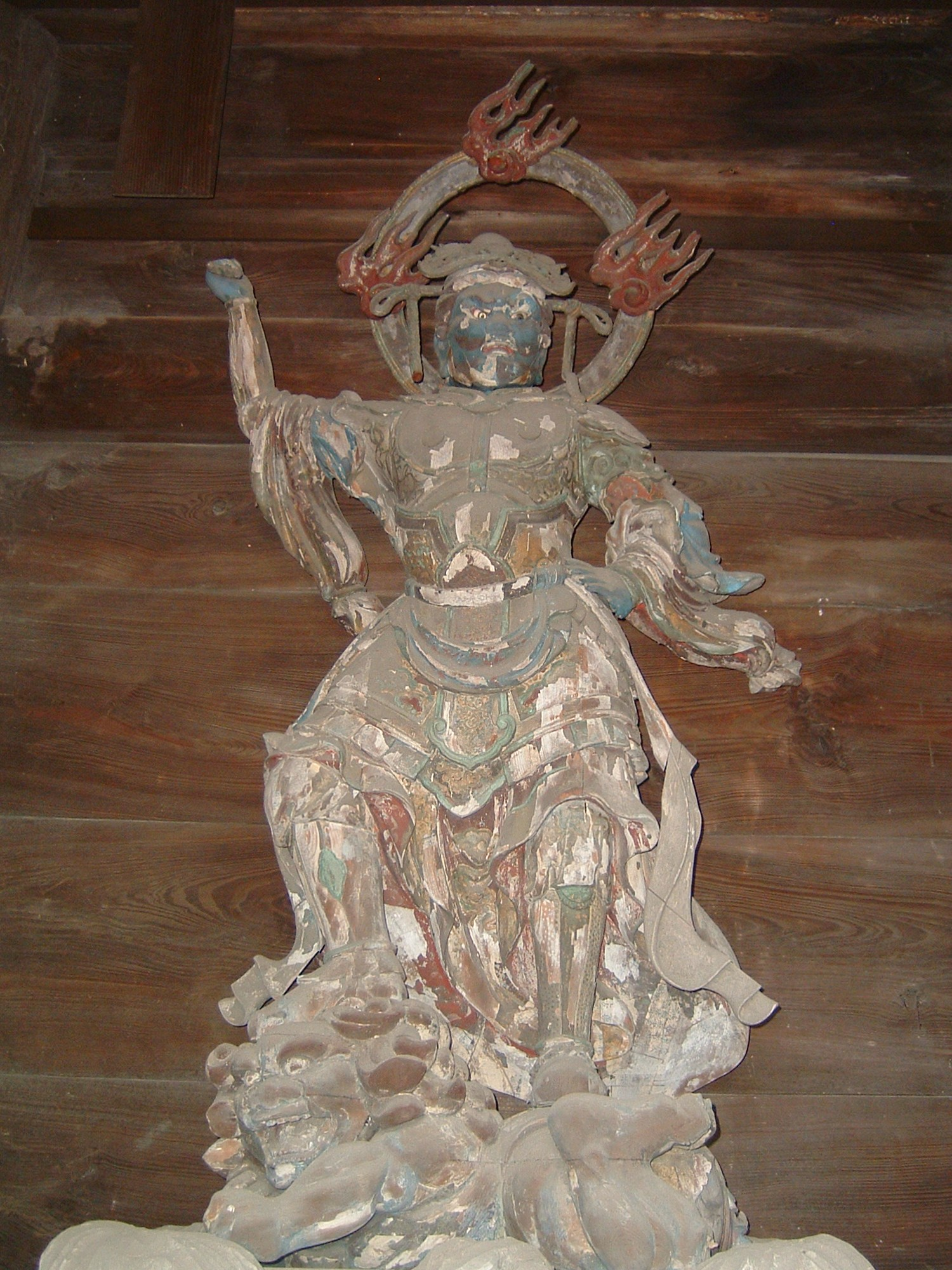
持国天像（高砂市時光寺）
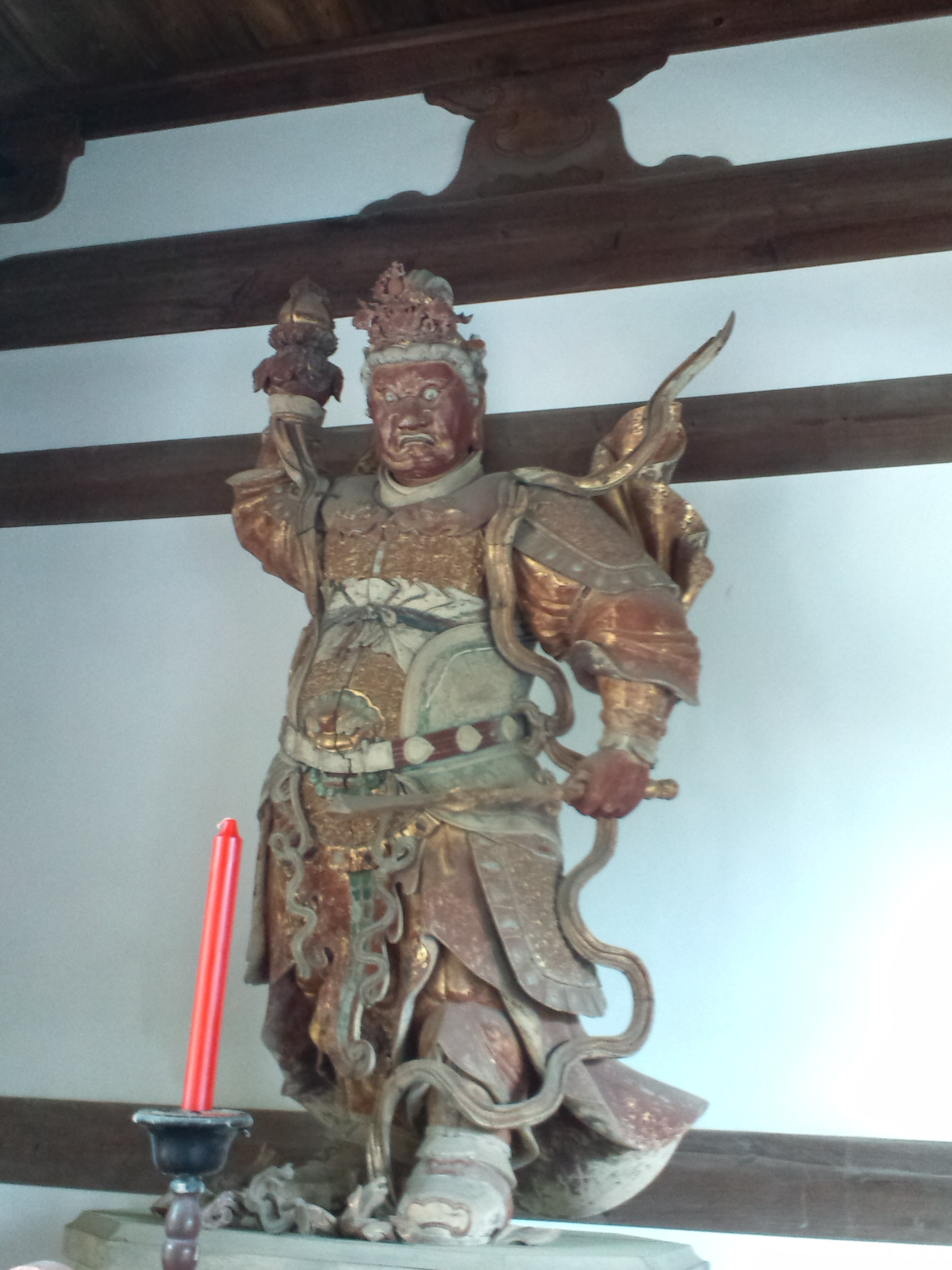
持国天像（宇治市萬福寺）
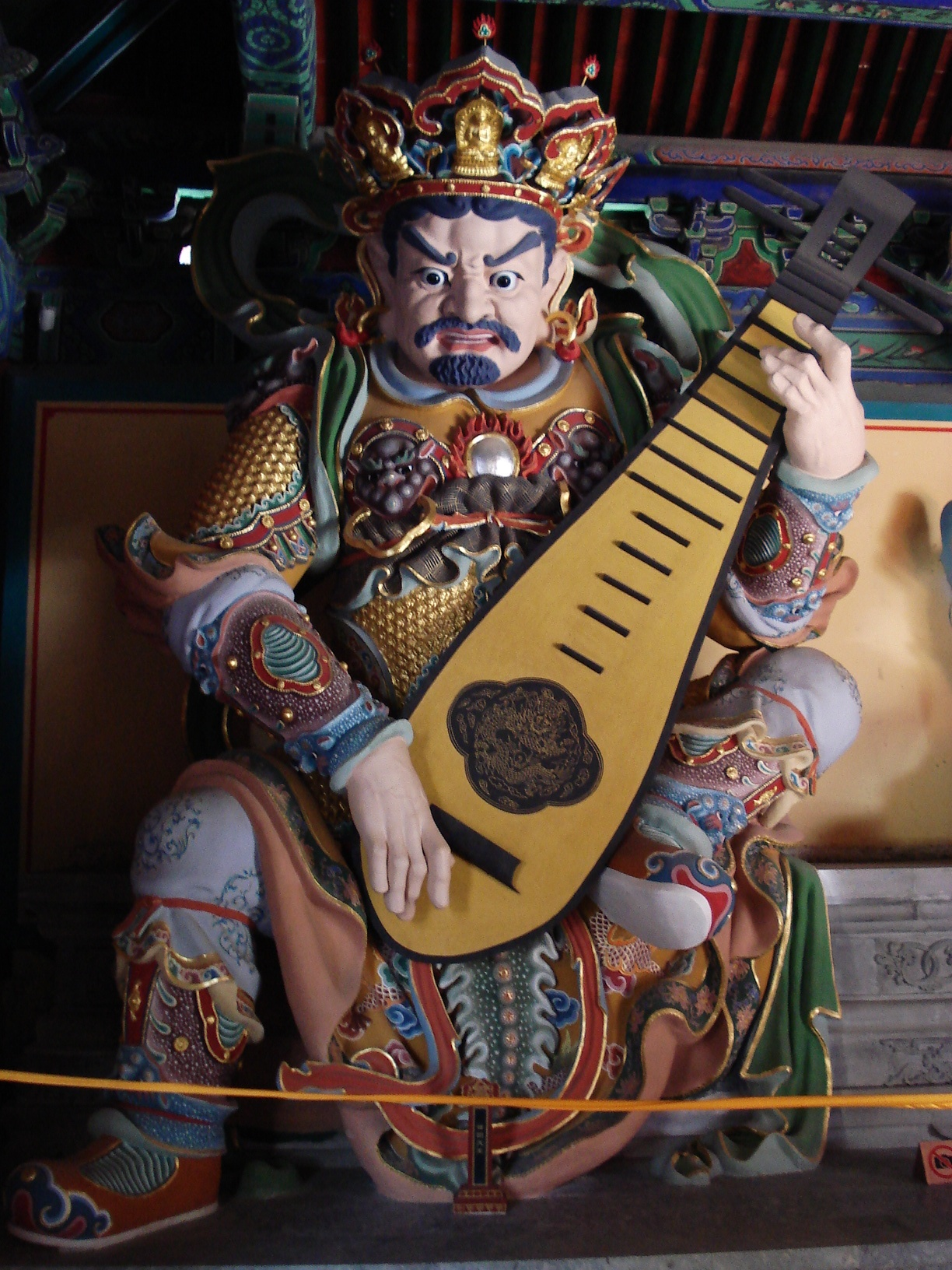
持国天像（北京市臥仏寺）
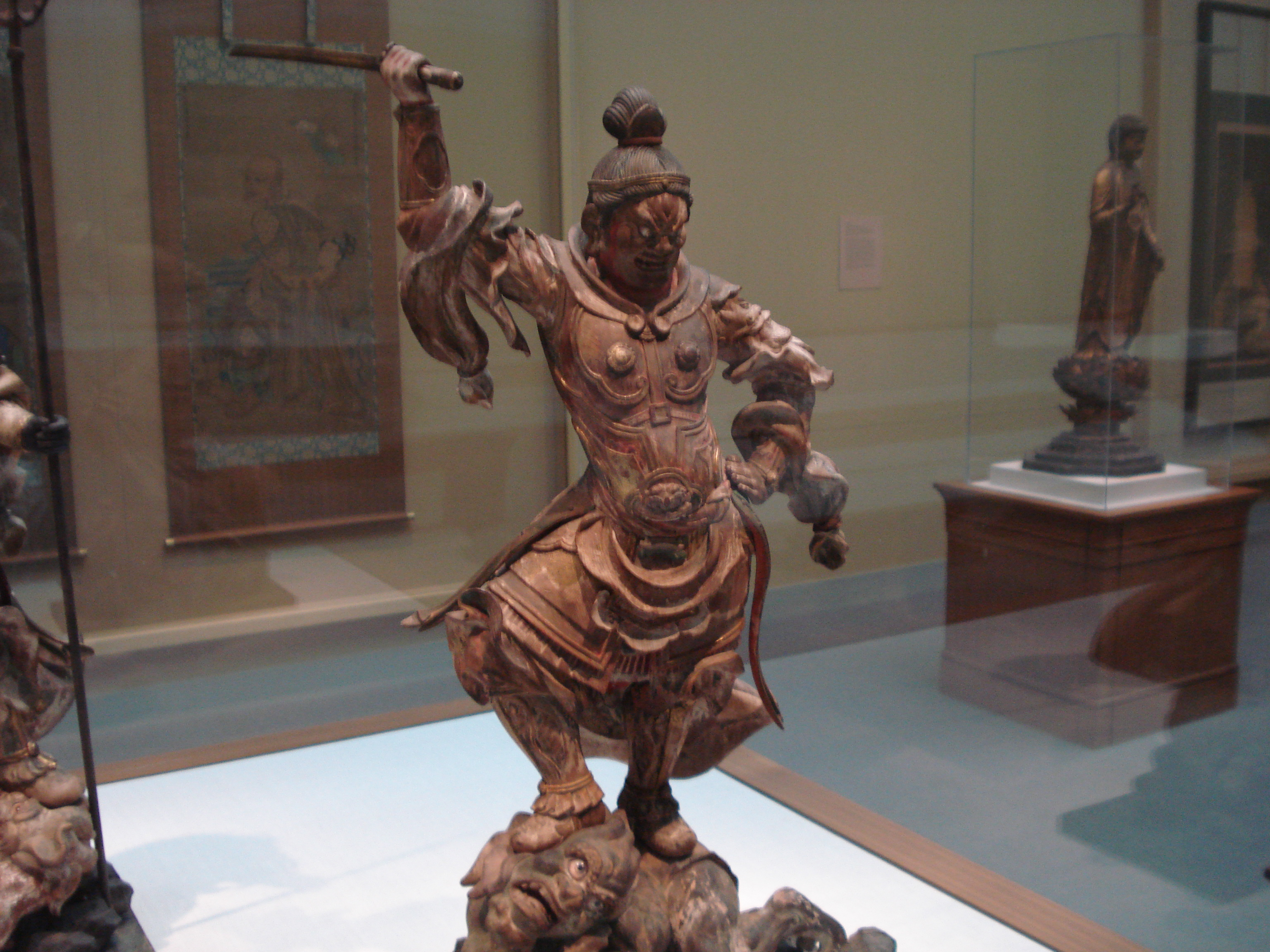
持国天像 ワシントンD.C. フリーア美術館蔵
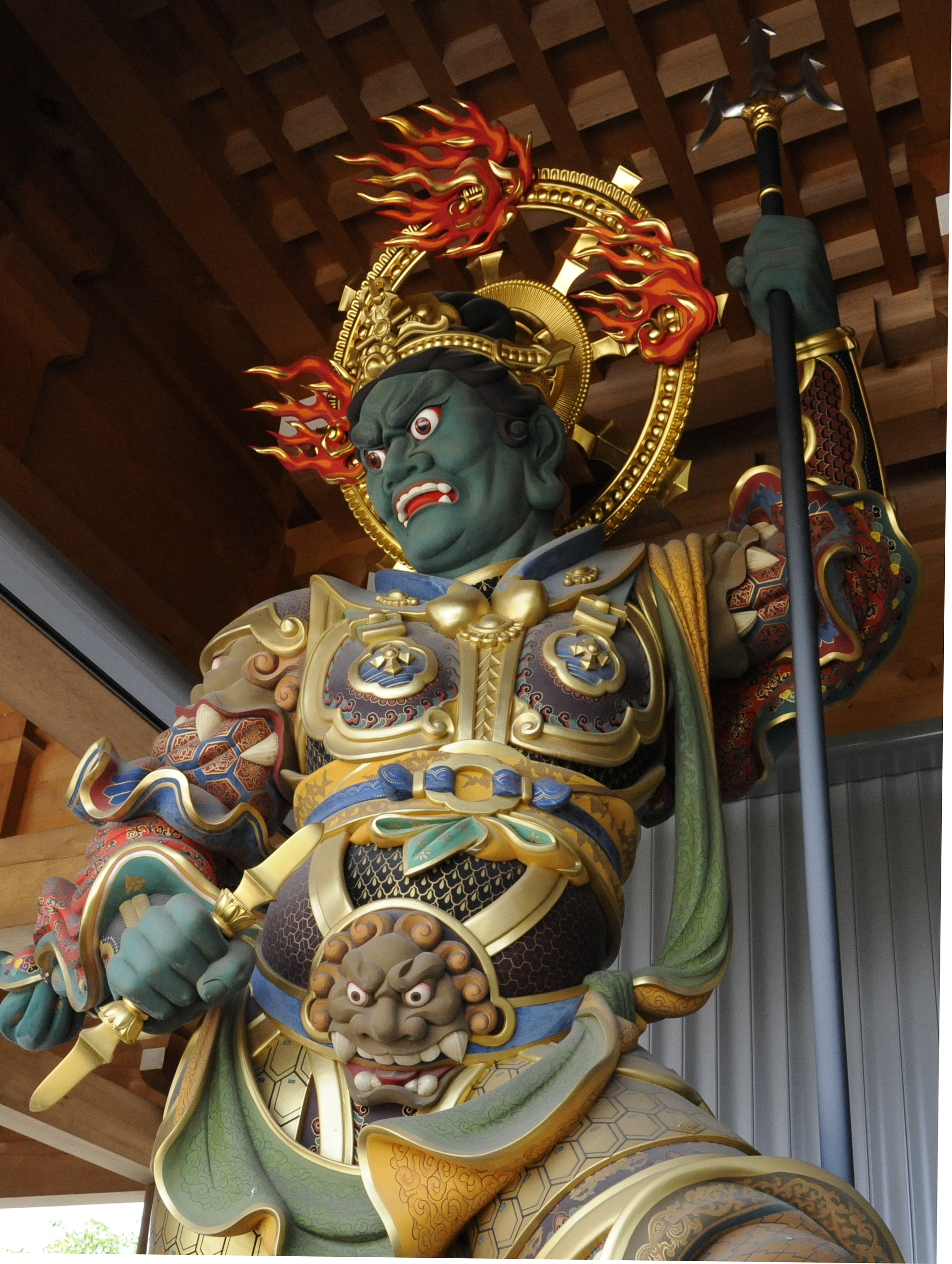
持国天像（熊本県玉名市の蓮華院誕生寺）
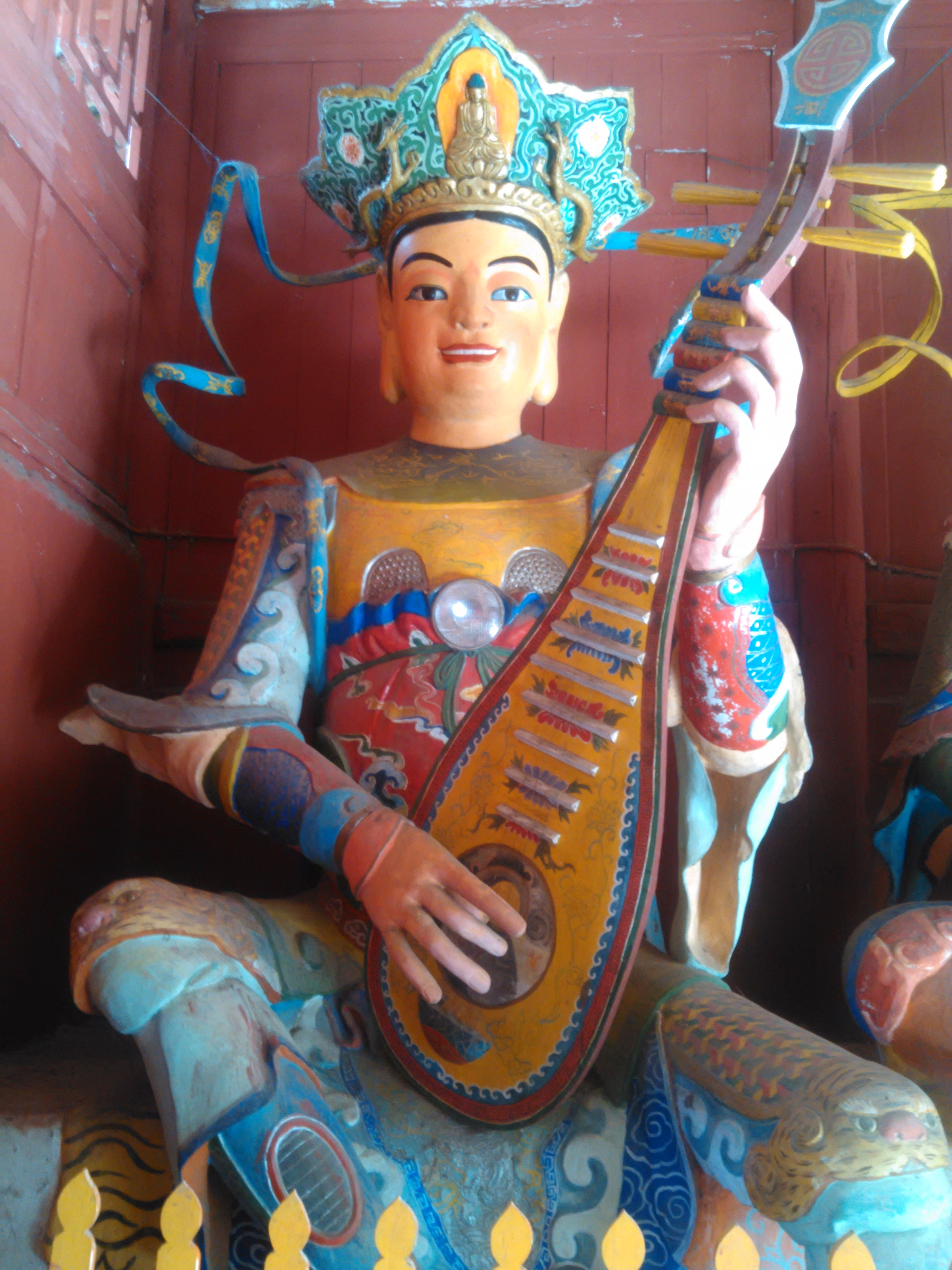
持国天像（雲南省騰衝市の水映寺）